# Пол Драйсон
Високоповажний Пол Радд Драйсон, Барон Драйсон (англ. The Right Honourable Paul Rudd Drayson, Baron Drayson, 5 березня 1960 року) — британський політичний діяч (член Лейбористської партії), бізнесмен і гонщик-любитель.
Член Королівської інженерної академії наук і Таємної ради Великої Британії. Обіймав посаду міністра науки в Міністерстві підприємництва, інновацій та ремесел Великої Британії до травня 2010 року, змінивши на цій посаді Іена Пірсона. У червні 2009 року він був призначений державним міністром з реформи стратегічних оборонних закупівель (англ. Minister of State for Strategic Defence Acquisition Reform) Міністерства оборони Великої Британії. 
У 2010 році покинув всі посади в результаті поразки лейбористів на виборах до Парламенту і вирішив повністю присвятити себе своїй автоспортивній компанії Drayson Racing Technology. В даний час є головою і керуючим директором Drayson Technologies Ltd.